# Université de Montevideo
L'université de Montevideo (en espagnol : Universidad de Montevideo) est une université privée et catholique (Opus Dei), située à Montevideo en Uruguay.

## Facultés
- Faculté de management et d'économie
- Faculté de droit
- Faculté de communication
- Faculté de sciences sociales
- Faculté diIngénierie
- IEEM (École de commerce)
- Centre de sciences biomédicales